# Авдотки
Авдо́тки (лат. Burhinus) — род птиц из семейства авдотковых.

## Внешний вид
Авдотки — птицы средней величины с неприметной окраской, сильными лапами и клювом, а также острыми длинными крыльями. На лапках у большинства видов имеется утолщённый пяточный сустав. Три пальца соединены тонкой перепонкой, палец направленный назад отсутствует. Характерны также крупные глаза с жёлтой радужной оболочкой. Авдотки — энергичные, подвижные птицы, издающие жалобные звуки. Они летают с помощью быстрых взмахов крыльев, находясь как правило низко над землёй. Ноги в полёте направлены далеко назад. Во время полёта авдотки звуков не издают.

## Распространение

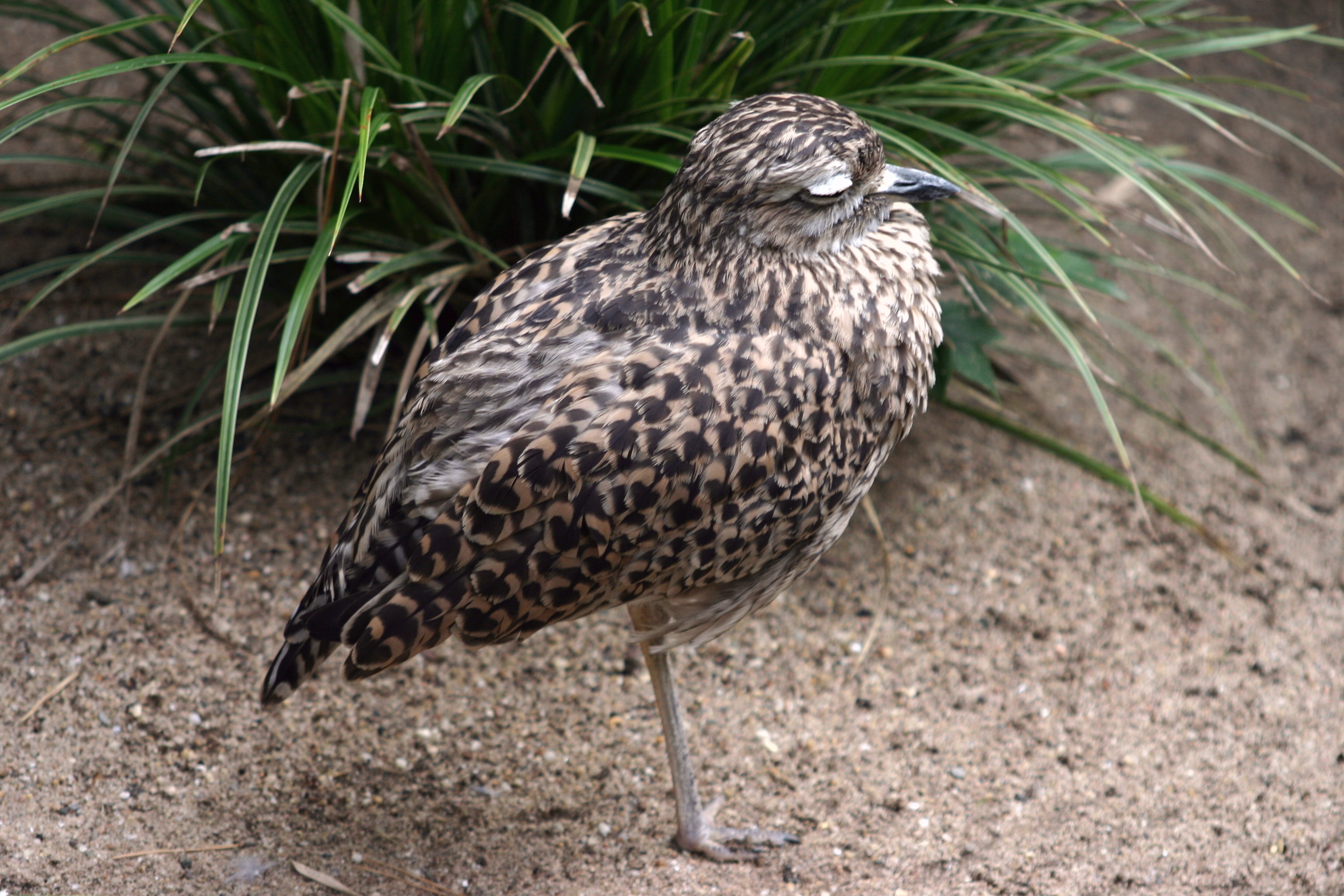
Капская авдотка (Burhinus capensis)

Авдотки встречаются в умеренных и тропических регионах Земли. В западной Палеарктике представлены лишь два вида — авдотка и сенегальская авдотка. К регионам, не населяемым семейством авдоток, относятся Северная Америка, Новая Зеландия и Океания. Основной ареал охватывает южную и умеренную часть Европы от Канарских островов до Турции, части Африки за исключением пустынь и тропических лесов, Ближний Восток, север Индии, Новую Гвинею и Австралию. Северную Америку это семейство достигает на крайнем юге Мексики. В Южной Америке авдотки распространены на севере и на тихоокеанском побережье.

## Поведение
Авдотки населяют засушливые регионы, саванны, полупустыни, а также каменистые морские побережья и берега рек. Большинство представителей рода активны в сумеречное и ночное время. Строят гнёзда и насиживают яйца на земле.

## Виды
Международный союз орнитологов относит к роду шесть видов:
- Капская авдотка (Burhinus capensis) обитает в сухих акациевых и парковых саваннах Южной Африки[2].
- Водяная авдотка (Burhinus vermiculatus) несколько меньшая по размерам и более серая   по окраске, чем Burhinus capensis, селится в речных долинах и у озёр от Центральной до Южной Африки[2].
- Burhinus grallarius обитает в центральных и южных районах Новой Гвинеи и в Австралии.
- Обыкновенная авдотка (Burhinus oedicnemus) величиной с голубя, с буровато-серым с тёмными наствольными полосками верхом, беловатым низом и белыми с сероватым поперечным рисунком рулевыми. Клюв жёлтый, к вершине чёрный. Ноги жёлтые. Обитает на юге Европы и севере Африки к востоку до Мьянмы, на север доходит до Белоруссии, Украины, Кавказа, Казахстана и Средней Азии[2].
- Индийская авдотка (Burhinus indicus)[3]  обитает на Индийском субконтиненте и в юго-восточной Азии.
- Сенегальская авдотка (Burhinus senegalensis) сходна по биологии с водяной авдоткой, обитает в западных, центральных и восточных районах Африки[2].

Burhinus lucorum † — 20.6—16.3 млн лет назад обитала в Северной Америке
Два вида авдоток — рифовая и большая рифовая авдотки — выделяются в отдельный род Esacus. Ещё два вида - доминиканская и перуанская авдотки - выделяются в отдельный род Hesperoburhinus.